# Кирсбах
Кирсбах (њем. Kirsbach) општина је у њемачкој савезној држави Рајна-Палатинат. Једно је од 109 општинских средишта округа Вулканајфел. Према процјени из 2010. у општини је живјело 84 становника. Посједује регионалну шифру (AGS) 7233220.

## Географски и демографски подаци
Кирсбах се налази у савезној држави Рајна-Палатинат у округу Вулканајфел. Општина се налази на надморској висини од 480 метара. Површина општине износи 3,4 km². У самом мјесту је, према процјени из 2010. године, живјело 84 становника. Просјечна густина становништва износи 25 становника/km².